# عبد المالك سلال
عبد المالك سلال (1 أغسطس 1948 -)، وزير أول سابق في الجزائر من 3 سبتمبر 2012 إلى 24 مايو 2017
تلقى تعليمه في الجزائر، وتخرج من المعهد العالي للإدارة سنة 1974. تقلد عدة مناصب منها رئيس دائرة أرزيو بوهران، ووالي لولاية وهران، الجزائر، أدرار، سيدي بلعباس، الأغواط. سفيرًا للجزائر في المجر، ثم وزيرًا للداخلية والجماعات المحلية والبيئة، ثم وزيرًا للشباب والرياضة، وبعدها وزيرًا للأشغال العمومية، ثم وزيرًا للنقل، ثم وزيرًا للموارد المائية، وأخيرا عُيِّن رئيسا للحكومة إلى غاية إقالته يوم 24 مايو 2017

## سياسي من دون حزب
يعتبر سلال أول وزير أول في عهد رئيس الجمهورية الجزائرية الديمقراطية الشعبية السيد عبد العزيز بوتفليقة لا ينتمي إلى أي حزب سياسي  ورغم ذلك نال ثقة الرئيس وذلك ما جعله قبل هذا يشرف على حملته في الانتخابات الرئاسية السابقة سنة 2009.
فبذلك تعتبر أن الحكومة التي ترأسها حكومة تكنوقراطية.
عين عبد المالك سلال سنة 2015 مع سبعة من وزراء في حكومته كـأعضاء في اللجنة المركزية لحزب جبهة التحرير الوطني الحاكم.

## بداياته في السياسة
كان عبد المالك سلال ناشطًا في جبهة التحرير الوطني منذ عام 1968. في عام 1974، انضم إلى ولاية قالمة، كإداري، ثم كرئيس الديوان. في عام 1976، أصبح مستشارًا لوزير التعليم الابتدائي والثانوي.
في عام 1977، ترك المكاتب الوزارية لشغل منصب رئيس دائرة تمنراست. في السنوات التي تلت ذلك، تم تعيينه على رأس دائرة أرزيو، ثم واليا في ولايات أدرار وسيدي بلعباس ووهران والأغواط. في عام 1989، تم استدعائه إلى الحكومة، بصفة والي خارج الإطار في وزارة الداخلية.
في عام 1994، التحق بوزارة الخارجية كمدير عام للموارد ورئيس الديوان. في عام 1996، تم تعيينه سفيرا للجزائر في بودابست.

## المهام الوزارية
في خريف عام 1998، أعلن رئيس الجمهورية، اليامين زروال، قراره بتقصير ولايته وتنظيم انتخابات رئاسية مبكرة. ينضم سلال إلى حكومة حمداني كوزير للداخلية والجماعات المحلية والبيئة. قام بتنظيم الانتخابات الرئاسية في أبريل 1999، والتي أدت إلى انتخاب عبد العزيز بوتفليقة كرئيس للجمهورية. كما شارك في تنفيذ ميثاق الوئام المدني الذي روج له الرئيس بوتفليقة.
في 23 ديسمبر 1999، وعقب الانتخابات الرئاسية، تم تعيين عبد المالك سلال وزيراً للشباب والرياضة. في مايو 2001، أثناء تشكيل حكومة بن فليس الثانية، تم تعيينه وزيراً للأشغال العمومية. ثم في يونيو 2002، أثناء تشكيل حكومة بن فليس الثالثة، تم تعيينه وزيراً للنقل. في وزارة النقل، أعاد إطلاق مشاريع الطرق السريعة الرئيسية مثل الطريق العابر للصحراء والطريق السيار شرق-غرب.
في عام 2004، دعا الرئيس بوتفليقة عبد المالك سلال لقيادة حملته الرئاسية.
بعد الانتصار الجديد لبوتفليقة في الانتخابات الرئاسية، تم تعيين عبد المالك سلال وزيراً للموارد المائية بدلاً من محمد دويحاسني. وضع قانون المياه، وهو نظام من القوانين يعطي قيمة اجتماعية وتجارية للمياه بهدف خصخصة القطاع. ·  في 12 نوفمبر 2005، وقّع مع وزير الاقتصاد والمالية الفرنسي، تيري بريتون، مذكرة تفاهم بين والسلطات الجزائرية لتنظيف مياه الجزائر. ·  زار أو افتتح العديد من المشاريع، مثل مجمع بن هارون الهيدروليكي، ونظام مستغانم / أرزيو / وهران، ونظام تاقصبت، ومجمع الهضاب العليا بسطيف، ونقل المياه من عين صالح إلى تمنراست أكثر من 750 كم.
في عام 2009، قاد حملة إعادة انتخاب عبد العزيز بوتفليقة للمرة الثانية. في نهاية أبريل 2009، بعد إعادة انتخاب الرئيس بوتفليقة، تم تعيينه وزيراً للموارد المائية.
في أكتوبر 2009، وقع عبد المالك سلال مذكرة تعاون في مجال المياه مع نظيره الكوري الجنوبي لي ماني من أجل تنويع جنسية شركاء البيئة في الجزائر.
قول عبد المالك سلال في عام 2011 إن مشكلة المياه، التي وصلت إلى نقطة حرجة في أوائل العقد الأول من القرن العشرين، «تمت تسويتها بالتأكيد»، بفضل تحلية مياه البحر. ومع ذلك، فإنه يرفض زيادة سعر الماء لإسترجاع رؤوس الأموال المستثمرة.

## وزير أول
في 3 سبتمبر 2012، تم تعيين عبد المالك سلال وزيرا أول من قبل الرئيس عبد العزيز بوتفليقة، عقب استقالة أحمد أويحيى، بهدف ضمان الاستقرار الاجتماعي في أعقاب الربيع العربي، وتخليص الاقتصاد الجزائري اعتمادها على الهيدروكربونات.
في 11 سبتمبر 2013، شكل سيلال حكومة جديدة. وعقب إعلان الجزائر بشأن الصداقة والتعاون، شارك في رئاسة اللجنة الحكومية الدولية الجزائرية الفرنسية الرفيعة المستوى في ديسمبر 2013، ومرة أخرى في ديسمبر 2014.
عُين مدير حملة عبد العزيز بوتفليقة، المرشح لإعادة انتخابه للانتخابات الرئاسية الجزائرية لعام 2014، ومن اجل ذلك استقال من منصب وزير أول في 13 مارس ؛ يتم تكليف وزير
الطاقة والمناجم يوسف يوسفي بمهام وزير أول بالنيابة. بعد انتصار الرئيس بوتفليقة، تم تعيين عبد المالك سلال مرة أخرى وزيرا أول.

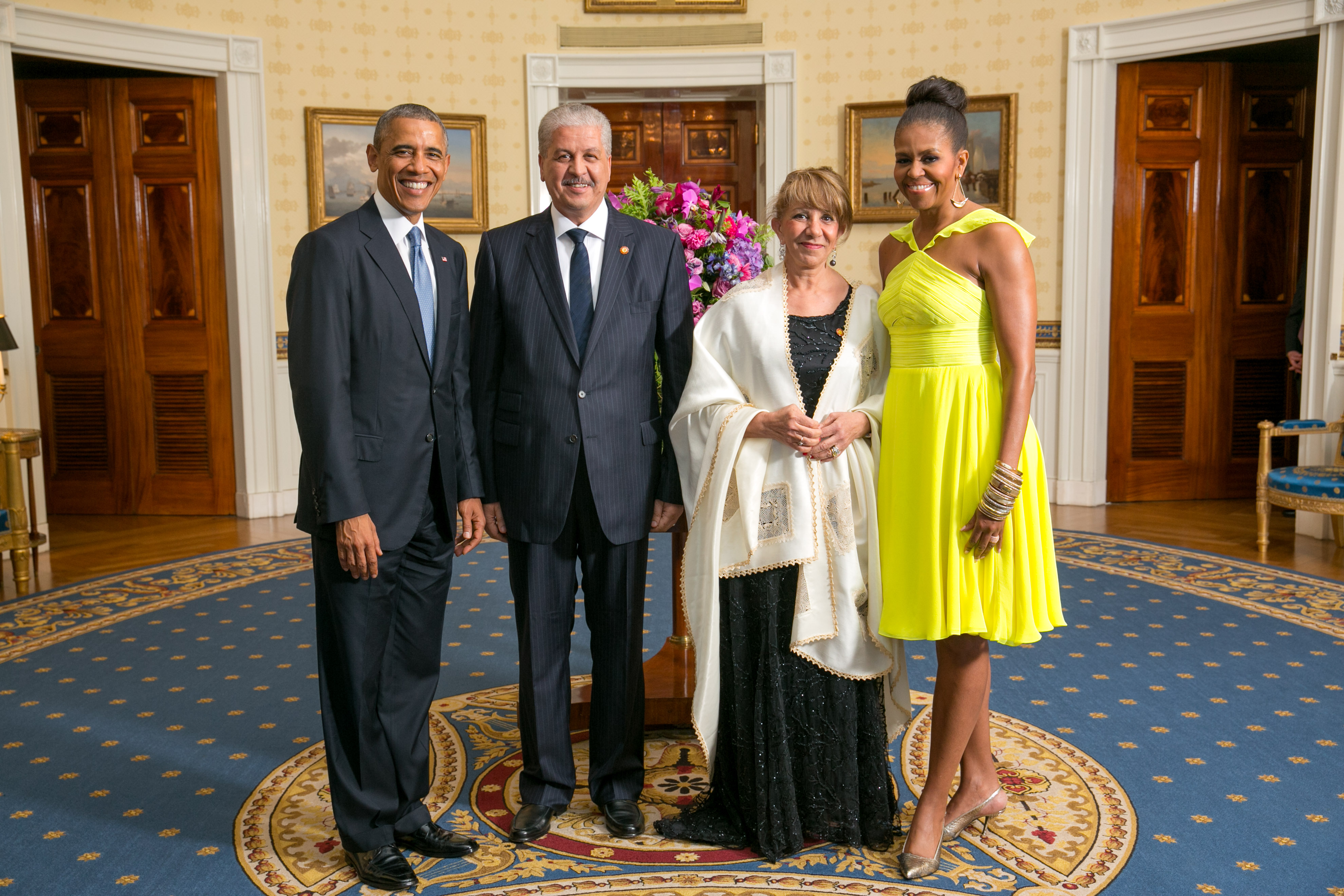
الرئيس الأمريكي باراك أوباما والسيدة الأولى ميشيل أوباما يستقبلان رئيس الوزراء عبد المالك سلال وفريدة سلال في الغرفة الزرقاء خلال مأدبة عشاء قادة الولايات المتحدة وأفريقيا في البيت الأبيض، 5 أغسطس / آب 2014.

في 5 أغسطس 2014، تم استقباله في البيت الأبيض مع زوجته من قبل الرئيس الأمريكي باراك أوباما وزوجته ميشيل أوباما.
في أوائل نوفمبر 2014، افتتح سلال مصنع رينو الجديد في وهران بحضور الوزراء الفرنسيين لوران فابيوس وإيمانويل ماكرون.
في يناير 2015، في مواجهة الاحتجاجات الاجتماعية لسكان جنوب الجزائر فيما يتعلق باستغلال الغاز الصخري في منطقتهم، أعلن عبد المالك سلال أن إنتاج الغاز الصخري ليس على خريطة طريق الحكومة، أن موارد المياه في البلاد أكثر أهمية من مواردها الغازية. في أبريل 2015، سافر إلى الصين بدعوة من الوزير الأول الصيني لي كه تشيانغ وأشرف على توقيع 15 مذكرة تفاهم بموجب اتفاقية الشراكة الإستراتيجية الشاملة الموقعة بين البلدين في مايو 2014. في 28 مايو 2015، التقى بنظيره الإيطالي ماتيو رينزي لإضفاء الطابع الرسمي على إحياء بناء غالسي، وهو خط أنابيب الغاز الذي يربط الجزائر وإيطاليا مباشرة.
في مايو 2017، بعد الانتخابات التشريعية، وبعد إجراء مفاوضات لتشكيل حكومة جديدة دون تكليف من قبل الرئاسة، تم استبداله عبد المجيد تبون.

## الوظائف التي شغلها
- 3 سبتمبر 2012- 24 ماي 2017: الوزير أول
- أفريل 2014: مدير الحملة الانتخابية للمرشح عبد العزيز بوتفليقة
- 2010-2012: وزير الموارد المائية
- 2009 مدير الحملة الانتخابية للمرشح عبد العزيز بوتفليقة
- 2004-2009: وزير الموارد المائية
- 2004: مدير الحملة الانتخابية للمرشح عبد العزيز بوتفليقة
- 2002-2004: وزير النقل
- 2001-2002: وزير الأشغال العمومية
- 1999-2001: وزير الشباب والرياضة
- 1998-1999: وزير الداخلية والجماعات المحلية
- 1996-1997: سفير في بودابست (المجر، كرواتيا، سلوفينيا)
- 1995-1996: رئيس الديوان لوزير الشؤون الخارجية
- 1994-1995: مدير إدارة الموارد في وزارة الشؤون الخارجية
- 1989-1994: مدير فرعي في وزارة الداخلية والجماعات المحلية.
- 1984-1989: والي ولاية: أدرار، سيدي بلعباس، وهران، بومرداس والأغواط
- 1977: رئيس الدائرة في تمنراست وأرزيو
- 1976: مستشار وزير التربية.
- 1975 رئيس ديوان والي قالمة.